# La Zone (film)
Pour les articles homonymes, voir La Zone.
Pour plus de détails, voir Fiche technique et Distribution.
La Zone (titre original : "La zône" Au pays des chiffonniers) est un film documentaire français de court métrage réalisé par Georges Lacombe, sorti en 1929.

## Synopsis
La vie quotidienne de la population et le travail des chiffonniers, en 1928, à l'intérieur de la zone autour de Paris.

## Fiche technique
- Titre : La Zone
- Autre titre : Au pays des chiffonniers
- Réalisation : Georges Lacombe
- Photographie : Georges Périnal
- Production : Les Films Charles Dullin
- Format : Noir et blanc - Muet
- Genre : Documentaire
- Durée : 29 minutes
- Date de sortie : 1929

## Distribution
- La Goulue
- Geymond Vital
- Jeanne Pierson